# Eco-Drive
Eco-Drive  to mechanizm napędu zegarków marki Citizen, opracowany w 1976 roku i polegający na przekształcaniu energii ze światła słonecznego w energię elektryczną. Technologia oparta jest na przetwarzaniu światła do wytworzenia mocy napędowej poprzez ładowanie źródła prądu w mechanizmie zegarka. Innowacyjne podejście japońskiego producenta zostało wyróżnione już w 1996 roku przez Japan Environment Association (JEA) za pozytywny wpływ na środowisko.
Działanie mechanizmu Eco-Drive:
- Tarcza czasomierza pochłania światło, które do niej dociera.
- Gromadzi i przetwarza tę energię w specjalnej mikrokomórce, której rolą jest dostarczanie odpowiedniej ilości energii do bieżącej pracy zegarka oraz akumulowanie nadwyżek, które zostaną wykorzystane w momentach, gdy zegarek nie ma dostępu do światła.
- Dzięki tak ułożonemu procesowi zegarek może pracować po zmroku.[2]

W odpowiednich warunkach mechanizm Eco-Drive pozwala na działanie zegarka do 180 dni po odcięciu źródła światła. Energia pozyskiwana do napędu może pochodzić z promieni słonecznych lub ze światła sztucznego. Rodzaj światła i intensywność mają znaczenie dla szybkości ładowania akumulatora. 
W roku 1993 Citizen opracował mechanizm wspierający Eco-Drive w zwiększenia dokładności wskazywania godziny – mechanizm Radio Controlled. Pozwala on na synchronizację drogą radiową wskazań zegarka z zegarem atomowym.
W 2019 producent wypuścił bardzo dokładny zegarek kwarcowy Eco-Drive pracujący z dokładnością do 1 sekundy w skali roku (w przypadku zegarków kwarcowych odchylenia sięgają nawet 15 sekund w skali miesiąca).